# Lijst van beschermd erfgoed in Comblain-au-Pont
Onderstaande tabel geeft een overzicht van de beschermde erfgoederen in de gemeente Comblain-au-Pont. Het beschermd erfgoed maakt deel uit van het cultureel erfgoed in België.
| Object | Bouwjaar/architect | Deelgemeente | Adres                | Coördinaten                   | Nummer?                | Afbeelding                                               |
| --- | ------------------ | ------------ | -------------------- | ----------------------------- | ---------------------- | -------------------------------------------------------- |
| Toren van de oude kerk Saint-Martin van Comblain-Au-Pont |                    |              |                      | 50° 28' 35" NB, 5° 34' 29" OL | 62026-CLT-0001-01 Info | Toren van de oude kerk Saint-Martin van Comblain-Au-Pont |
| Site "de la Roche Noire" |                    |              |                      | 50° 28' 56" NB, 5° 34' 44" OL | 62026-CLT-0003-01 Info | Site "de la Roche Noire"                                 |
| Uitbreiding van de site "de la Roche Noire" |                    |              | Comblain-Au-Pont     | 50° 28' 54" NB, 5° 34' 30" OL | 62026-CLT-0004-01 Info | Uitbreiding van de site "de la Roche Noire"              |
| Rotsen "Thier Pirard" |                    |              |                      | 50° 28' 26" NB, 5° 35' 8" OL  | 62026-CLT-0005-01 Info | Rotsen "Thier Pirard"                                    |
| Rotsen "Chession" |                    |              |                      | 50° 28' 51" NB, 5° 34' 38" OL | 62026-CLT-0006-01 Info | Rotsen "Chession"                                        |
| Rotsen Les Tartines |                    |              |                      | 50° 28' 46" NB, 5° 35' 34" OL | 62026-CLT-0007-01 Info | Rotsen Les Tartines                                      |
| Oude pastorie, tegenwoordig museum van Folklore en etnografie |                    |              |                      | 50° 28' 31" NB, 5° 34' 28" OL | 62026-CLT-0008-01 Info |                                                          |
| Rotsen Hé Leruth, uitbreiding van de geclassificeerde sites met Their Pirard en de rotsen van Les Tartines |                    |              |                      | 50° 28' 26" NB, 5° 35' 14" OL | 62026-CLT-0009-01 Info |                                                          |
| Donjon met de naam Kasteel Renastienne |                    |              | rue du Vieux Château | 50° 30' 28" NB, 5° 34' 50" OL | 62026-CLT-0011-01 Info |                                                          |
| Gevels en daken van het huis du Peuple de Poulseur, en het interieur van de balzaal, de plafonds van de kamers op de begane grond (koffiekamer, lobby en voormalige coopérative), tegels van koffiekamer, eiken vloeren op de eerste verdieping, binnendeuren, trappenhuizen en smeedijzeren leuningen |                    |              |                      | 50° 30' 30" NB, 5° 34' 46" OL | 62026-CLT-0013-01 Info |                                                          |
| Site "de la Roche Noire" |                    |              |                      | 50° 28' 56" NB, 5° 34' 44" OL | 62026-PEX-0001-01 Info | Site "de la Roche Noire"                                 |
| Uitbreiding van de site "de la Roche Noire" |                    |              |                      | 50° 28' 54" NB, 5° 34' 30" OL | 62026-PEX-0002-01 Info | Uitbreiding van de site "de la Roche Noire"              |
| De rotsen Their Pirard |                    |              |                      | 50° 28' 26" NB, 5° 35' 8" OL  | 62026-PEX-0003-01 Info | De rotsen Their Pirard                                   |
| De rotsen "Chession" |                    |              |                      | 50° 28' 51" NB, 5° 34' 38" OL | 62026-PEX-0004-01 Info | De rotsen "Chession"                                     |
| De rotsen Les Tartines |                    |              |                      | 50° 28' 46" NB, 5° 35' 34" OL | 62026-PEX-0005-01 Info | De rotsen Les Tartines                                   |